# Agnese De Donato
Agnese De Donato (Bari, 7 gennaio 1927 – Roma, 5 marzo 2017) è stata una fotografa, giornalista e gallerista italiana.

## Biografia
Nata a Bari, ha vissuto e lavorato a Roma.
Nel 1957, con Gina Severini (figlia del pittore Gino Severini e moglie dello scultore Nino Franchina), ha aperto in Via Ripetta la libreria Al ferro di cavallo, dove si incontravano i maggiori scrittori, artisti e giornalisti dell’epoca e che esponeva le opere di autori vari: la pop art italiana e americana, i Novissimi, il Gruppo 63, i poeti (Giuseppe Ungaretti, Leonardo Sinisgalli, Tristan Tzara, Ezra Pound, Jorge Guillén, Libero De Libero, Augusto Frassineti, Bernardo Bertolucci, Pier Paolo Pasolini) e gli artisti visivi (Alberto Burri, Afro, Giuseppe Capogrossi, Gastone Novelli, Achille Perilli), che verranno poi immortalati dal suo obiettivo. 

Agnese De Donato e Gina Severini Franchina nella loro libreria "Al ferro di cavallo", 1957

Dopo questa esperienza durata dieci anni, rievocata nel volume “Via Ripetta 67”, nel 1968 ha iniziato a lavorare come giornalista e fotografa.	
Ha collaborato con i quotidiani “Paese Sera” e “La Gazzetta del Mezzogiorno” e con molti periodici, fra cui “L'Espresso", “Cosmopolitan”, e “Panorama”, con inchieste, interviste e fotografie a personaggi della cultura, della politica e dello spettacolo.
Negli anni Settanta ha curato i rapporti con la stampa per varie compagnie teatrali d’avanguardia – tra cui il Teatro La Piramide di Memè Perlini e il Laboratorio di Camion di Carlo Quartucci e Carla Tatò – e per la rivista Documento Arte, come giornalista e fotografa. È stata fotografa di scena del Teatro d'avanguardia di, tra gli altri, Giuliano Vasilicò, Giancarlo Nanni, Leo De Berardinis, Dacia Maraini.
Nel 1973 ha fondato con altre giornaliste “Effe”, la prima rivista femminista in Italia, a cui ha collaborato come redattrice e fotografa. Sue molte delle copertine della rivista e la foto simbolo del femminismo, adottata dal Movimento di liberazione delle donne, "Donne non si nasce, si diventa".
Nel 2008 ha pubblicato “Cosa fa stasera?”, un volume che raccoglie una selezione delle interviste realizzate negli anni Settanta e Ottanta a personaggi illustri dell’epoca sul quotidiano “Paese Sera”.
Nel 2015 ha partecipato al documentario "Swinging Roma" del regista Andrea Bettinetti , come testimone della scena artistica degli anni Sessanta a Roma.
Dagli anni Sessanta al 2017, Agnese De Donato ha svolto attività di ufficio stampa, collaborando con istituzioni fra le quali l’Accademia Filarmonica Romana, il Teatro dell’Opera di Roma, l'Accademia Nazionale di Danza, per l'Aterballetto di Amedeo Amodio, per il Festival sperimentale di Alessandria, di Todi e del teatro di Anagni e per altri festival, concerti, teatri.
Ha promosso artisti come José Carreras, Montserrat Caballé, Lorin Maazel e molti altri collaborando con i grandi nomi della danza. In particolare con Vittoria Ottolenghi scrittrice, critica, saggista, giornalista, tra le più celebri esperte italiane di balletto, che la volle sin dalla prima edizione del Festival di Castiglioncello. Nello stesso periodo curava l’ufficio stampa del Festival di Cagliari, e per più di 15 anni, si è occupata di gestire quello dell’Accademia Nazionale di Danza durante la direzione di Margherita Parrilla.
Ha ritratto artisti come Carla Fracci, Ekaterina Maksimova, Majja Michajlovna Pliseckaja, Vladimir Vasil'ev, Elisabetta Terabust, Patrick Dupond, Rudol'f Nureev, e gli allora giovanissimi del Teatro dell’Opera.
Nel febbraio 2017 ha vinto il Premio speciale “EUROPAinDANZA”  per anni di divulgazione e promozione della danza attraverso il ruolo di ufficio stampa.
Ha partecipato a numerose esposizioni e, poco dopo la sua morte avvenuta a marzo del 2017 , i figli Francesco, Giovanni e Michele Pogliani inaugurano la sua prima mostra personale: “Anni ’70… io c’ero” , tenutasi presso la Galleria De Crescenzo&Viesti di Roma. Una raccolta di più di cento foto degli anni Settanta, stampate all’epoca direttamente dall’autrice.
L'archivio comprende circa 200.000 negativi, prevalentemente in bianco e nero, e qualche migliaio di stampe d'epoca. I temi trattati sono: politica, cinema, danza, femminismo e teatro d'avanguardia negli anni Settanta a Roma.

## Mostre
- 2013 - “Gruppo 63. Un cinquantenario”, MUSMA - Museo della Scultura Contemporanea. Matera
- 2014 - "L'incanto delle Donne del Mare. Fosco Maraini. Fotografie. Giappone 1954" - MAO, Torino
- 2017 - "Anni '70... Io c'ero", Roma, Galleria De Crescenzo & Viesti
- 2018 - "Anni 70: omaggio ad Alberto Bevilacqua", Parma Film Festival
- 2019 - "L’altro sguardo. Fotografe italiane 1965-2018", Roma, Palazzo delle Esposizioni
- 2019 - "Il Soggetto Imprevisto. 1978 Arte e Femminismo in Italia" - Milano, FM Centro per l’arte contemporanea
- 2019 - “Combat Art: Roma 1968-1978” - Galleria Mascherino, Roma
- 2019/21 - "Spazi d’Arte a Roma. Documenti dal Centro Ricerca e Documentazione Arti Visive (1940-1990)" - Galleria d'Arte Moderna, Roma
- 2021 - "Ciao maschio" Volto, potere e identità dell'uomo contemporaneo - Galleria d'Arte Moderna, Roma
- 2021 - ROMA VISIVA 2021 - Rassegna sui talenti femminili dell'arte dall'800 a oggi - Roma Culture con la collaborazione di Casa del Cinema e Zètema Progetto Cultura Archiviato il 20 settembre 2021 in Internet Archive.
- 2021/22 - "Il portiere di notte. La libertà della perdizione" - Comune di Carpi - Archivio Storico Comunale, in collaborazione con i Musei di Palazzo dei Pio di Carpi

## Libri
- Agnese De Donato, "Via Ripetta 67", edizioni Dedalo, 2005
- Agnese De Donato, "Cosa fa stasera?", edizioni Dedalo, 2008
- Agnese De Donato, “25 anni con Antonio. Vita e miracoli” edizioni “Fiumara d’Arte”, 2016